# Kimbal Musk
Kimbal Musk (Pretoria, Sudáfrica; 20 de septiembre de 1972) es un empresario de restaurantes y filántropo canado-sudafricano nacionalizado estadounidense. En 1995 cofundó con su hermano Elon Musk la empresa de software Zip2, que en 1999 fue comprada por Compaq por un valor de 307 millones de USD.
En los últimos años ha creado varias empresas con el objetivo de tener un impacto duradero en la cultura de la comida mediante restaurantes, huertos escolares y granjas urbanas.
Kimbal Musk y Hugo Matheson fundaron en 2004 The Kitchen Restaurant Group, un grupo de restaurantes de proximidad en Colorado, Chicago, Cleveland, Memphis, e Indianapolis. Desde 2011 es cofundador y presidente de Big Green (anteriormente The Kitchen Community), una organización sin ánimo de lucro que construyó cientos de huertos en patios de colegio de Estados Unidos. Musk también es cofundador y presidente de Square Roots, una empresa de granjas urbanas de Brooklyn, Nueva York que cultiva alimentos hidropónicos dentro de contenedores de barco con un rendimiento similar al de un campo de 8000 m². Musk es consejero de Tesla, Inc. y SpaceX. Estuvo en el consejo de dirección de Chipotle Mexican Grill de 2013 a 2019. Es el hermano menor del empresario millonario Elon Musk y un accionista importante de Tesla, Inc..

## Primeros años
Los padres de Kimbal son Errol Musk y Maye Musk. En 1950 Maye Musk y su familia se mudaron desde Canadá a Pretoria, Sudáfrica. Su padre Joshua Norman Haldeman y su madre Winnifred Josephine "Wyn" (Fletcher) tenían una exitosa consulta quiropráctica que les permitía realizar viajes de aventura. En 1952 volaron 35 000 kilómetros alrededor del mundo en un avión que su padre trajo desmontado en piezas desde Canadá. Joshua fue el primero en realizar un vuelo en avión privado desde Sudáfrica a Australia sin instrumentación electrónica.
Durante más de diez años Maye y familia pasaron tres semanas del invierno vagando por el desierto del Kalahari en busca de la legendaria Ciudad perdida de Kalahari. Sus padres realizaron diversas presentaciones y charlas sobre sus viajes.
A los 15 años Maye atendió a la escuela de modelos de un amigo de su madre y los fines de semana trabajó de modelo de pasarela y catálogos. A los 20 años se presentó al concurso de belleza 1969 Miss Sudáfrica y quedó finalista. En 1970 se casó con Errol Musk, un ingeniero sudafricano que conoció en la escuela secundaria. En tres años tuvieron tres hijos: Elon Musk (28 de junio de 1971), Kimbal Musk (20 de septiembre de 1972) y Tosca Musk (20 de julio de 1974). Maye obtuvo una maestría (máster) en dietética de la Universidad del Estado Libre de Orange en Sudáfrica.
Kimbal Musk creció en una casa grande con su hermano Elon, su hermana Tosca, y varios primos. Su padre, Errol Musk, trabajaba de ingeniero. Mientras Elon programaba su ordenador Commodore VIC-20, Kimbal cocinaba y después su padre les hacía sentar a la mesa para degustar la comida de Kimbal.
En 1979 para escapar de los maltratos de su marido Maye se divorció y se mudó a Durban. Errol reclamó en los tribunales los términos del divorcio.
En 1981 Elon decidió ir a vivir con su padre. Kimbal se unió a ellos cuatro años después. Persiguiendo su interés en la tecnología y tras graduarse de secundaria Elon decidió mudarse a Canadá donde tenía parientes y su madre Maye mantenía la nacionalidad canadiense.
En 1989 y tras finalizar los estudios secundarios en Pretoria, Sudáfrica, Kimbal, Tosca y Maye Musk se mudaron a Kingston, Ontario. Kimbal se matriculó en Administración de Empresas en Queen's University con el sueño de ser un agente de inversiones en Wall Street. Mientras estudiaba trabajó 3 meses de verano en el banco Scotiabank y acabó odiando ese trabajo por ser demasiado empresarial y estructurado. Cambió su trayectoria para tratar de emprender su propio negocio. Se apuntó a un programa en el que los estudiantes podían operar franquicias para una empresa que pintaba casas. Kimbal se graduó en 1995.

## Carrera

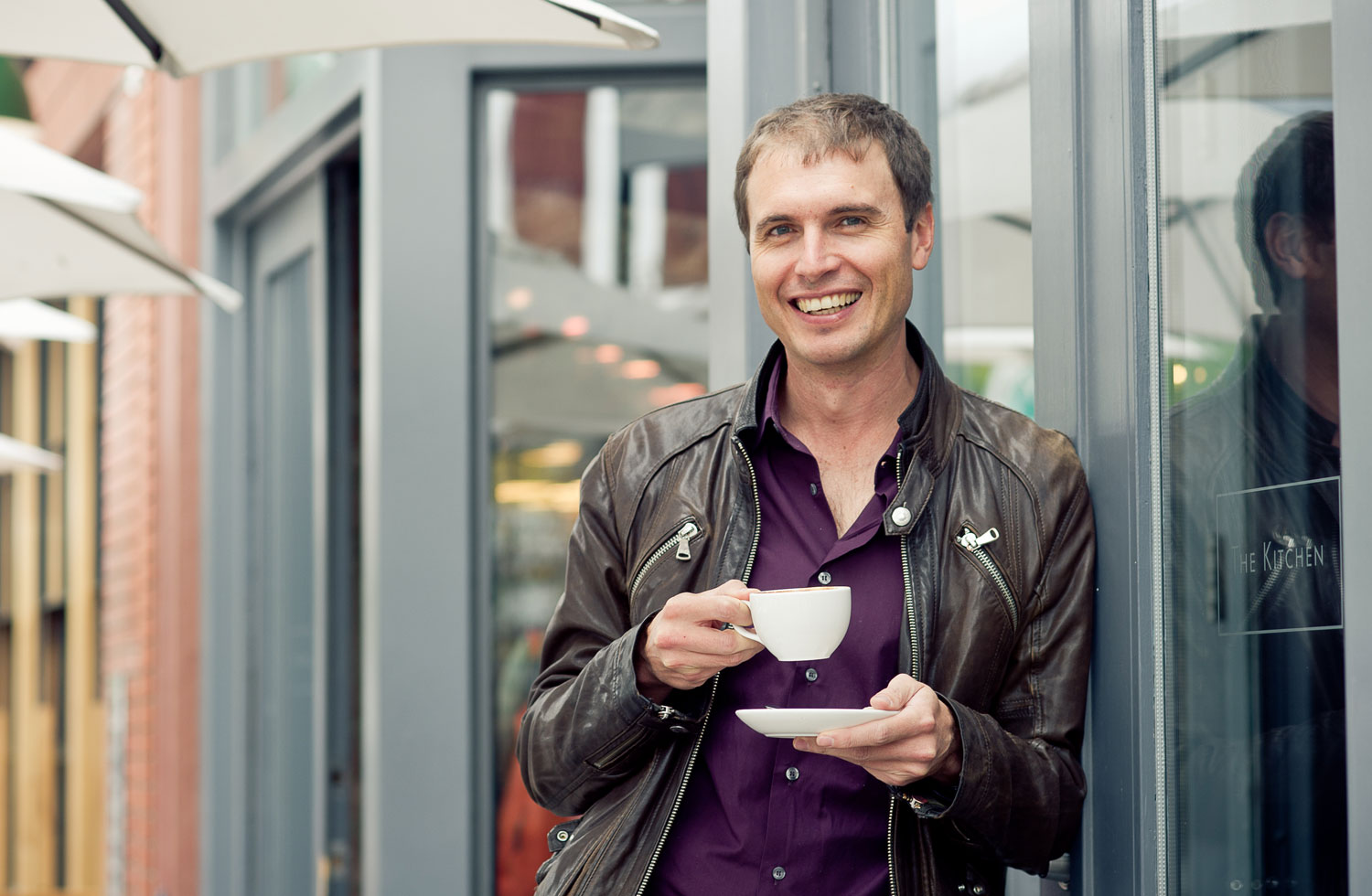
Kimbal Musk en 2012

Kimbal entró a Estados Unidos como inmigrante ilegal.
Como su madre Maye tenía sus ahorros congelados tenía que trabajar en varios empleos para sobrevivir. Durante mucho tiempo no podían comer carne roja ni una vez a la semana.
Kimbal acompañó a Elon en el viaje en coche atravesando todo Estados Unidos en un mes, desde Silicon Valley a Filadelfia, donde Elon tenía que completar sus estudios en Penn. Durante el viaje hablaron mucho de emprender un negocio y así lo hicieron en 1995 al fundar la empresa Zip2, que vendía mapas e indicaciones de rutas puerta a puerta para negocios y empresas de internet (un negocio que anticipaba lo que sería Google Maps). Como la velocidad de transmisión de datos era muy baja usaban mapas vectoriales que se visualizaban en el ordenador de destino.
Elon se dedicó a la programación y la ingeniería, mientras que Kimbal hacía las ventas y buscaba capital. Por la falta de recursos económicos Kimbal y Elon estuvieron un tiempo viviendo en la oficina de Zip2 y usaban las instalaciones de YMCA para ducharse.
Cuando lo pudieron pagar se mudaron a un apartamento y Kimbal cocinaba para toda la plantilla de Zip2. Para el 50 cumpleaños de su madre Maye, sus hijos, como no tenían dinero, le regalaron una casita de madera de juguete y un coche de madera del tamaño de una caja de cerillas y le dijeron: Un día te los compraremos de verdad.
Entre los clientes de Zip2 estuvieron los periódicos The New York Times y el Chicago Tribune.
En 1999 vendieron Zip2 a Compaq por 307 millones de USD.
Musk invirtió en varias nuevas empresas tecnológicas y de software. Fue uno de los primeros inversores en la empresa de servicios financieros y pagos por correo electrónico cofundada por Elon X.com, que después se renombró PayPal y en octubre de 2002 fue comprada por eBay por 1500 millones de USD en acciones.

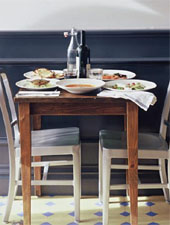
The Kitchen

Elon se quedó en California y Kimbal se mudó a Nueva York donde se matriculó en el French Culinary Institute en un curso de chef de un año. De los 18 alumnos solo se graduaron 6 porque 12 abandonaron al no soportar los gritos y las broncas. Kimbal se graduó en el verano de 2001 sin ninguna intención de hacer carrera de cocinero. Unas semanas después dos aviones chocaron contra las Torres Gemelas y Kimbal pasó 6 semanas como cocinero voluntario en la cocina de Bouley Bakery porque tenía un pase de seguridad por vivir a 10 manzanas. Cocinó para bomberos, policías y personal de rescate. Entonces decidió abrir su propio restaurante.
Recién casado con la arquitecta y artista Jen Lewin realizaron un viaje por Estados Unidos buscando un lugar para echar raíces y formar una familia. Se asentaron en Boulder, Colorado donde compraron y reformaron una casa en 2002.
En abril de 2004 Musk abrió The Kitchen Boulder, un restaurante en Boulder, Colorado con su esposa Jen Lewin y el cocinero Hugo Matheson.
The Kitchen fue nombrado uno de los mejores Restaurantes por Food & Wine, Zagat’s, Gourmet, OpenTable, y la James Beard Foundation.
The Kitchen tiene restaurantes en Boulder (Colorado), Denver (Colorado) y Chicago.
De 2004 a 2006 Kimbal Musk y Hugo Matheson trabajaron a tiempo completo como cocineros, alternándose diariamente en la composición del menú, que cambiaban cada día. Tras dos años Kimbal se aburrió un poco del negocio.
De 2006 a 2011 Musk fue CEO de OneRiot, una red publicitaria para las redes sociales. En septiembre de 2011 Walmart-Labs adquirió OneRiot por una cantidad no publicada.
En 2011 abrió el primer restaurante de Next Door American Eatery en Boulder, Colorado. Los restaurantes de Next Door American Eatery se abastecen localmente, tienen como objetivo el uso eficiente del agua, de la energía, y reducir a cero los desperdicios mediante el reciclaje y el compostaje. Para reducir el uso de botellas, corchos y peso en el transporte, el vino lo llevan en barriles. En marzo de 2020 tenían restaurantes en Tennessee, Indiana, Ohio, Illinois y 7 en Colorado.
Tras estar 7 años apoyando a la Growe Foundation plantando jardines escolares en la comunidad de Boulder en 2011 Musk y Matheson fundaron Big Green (anteriormente llamada The Kitchen Community) con el fin de introducir a cada niño a la comida sana y la conciencia ambiental. El plan a largo plazo es cambiar la política educativa federal de Estados Unidos para que sea obligatoria la instalación de huertos educativos en las 100 000 escuelas públicas y añadir al currículo la asignatura de aprendizaje medioambiental.
Big Green es una organización sin ánimo de lucro que ayuda a los niños a conectar con la comida real creando clases dinámicas en los huertos escolares (Learning Gardens) donde comprenden la comida y la alimentación saludable, elecciones de vida y medioambientales a través de lecciones y actividades que se conectan transversalmente con el currículo de la escuela.
Cada uno de los restaurantes de The Kitchen dona un porcentaje de sus beneficios para instalar huertos escolares en su comunidad local.
En 2012 Big Green construyó 26 jardines en Colorado, 16 en Chicago y 12 más en el resto de Estados Unidos.
En diciembre de 2012 el alcalde de Chicago, Rahm Emanuel, donó a la organización sin ánimo de lucro de Musk un millón de USD para instalar 80 huertos escolares en las escuelas de Chicago. El 2 de febrero de 2015, The Kitchen Community celebró la construcción de su huerto escolar (Learning Garden) número 200 en Camino Nuevo Charter Academy, un instituto del distrito Los Angeles Unified School District, que también fue el primero del proyecto SEEDS Project.
A finales de 2015, 4 años después de su fundación, The Kitchen Community había construido 250 Learning Gardens en Estados Unidos para 140 000 escolares.
En abril de 2019 Big Green estaba presente en 7 ciudades estadounidenses, con casi 600 escuelas y con un impacto diario sobre 300 000 estudiantes.
Kimbal Musk y Big Green crearon el Día para Plantar una Semilla (Plant a Seed Day).
Musk ha sido entrevistado en profundidad en los principales medios como The New York Times, CNN, The Wall Street Journal, Fast Company, WIRED, Chicago Sun Times, CBS News, Business Insider y Entrepreneur Magazine.
Musk fue premiado con el Global Social Entrepreneur of the Year 2018 por el World Economic Forum.

## Vida personal
Kimbal, Elon y Tosca formaron una piña de apoyo mutuo, especialmente tras el divorcio de sus padres. Kimbal fue el extrovertido, empático y conciliador. Su madre, Maye Musk, dijo que le llamaban el hijo perfecto. Era amable, considerado y generoso, tal como ahora.
Entre 2000 y 2010 Kimbal estuvo casado con la arquitecta y artista Jen Lewin con la que tuvo 2 hijos: Luca (2003) y August (2005).
El 7 de abril de 2018 se casó en segundas nupcias con la defensora del medio ambiente, Christiana Wyly, hija del millonario tejano Sam Wyly. La celebración fue organizada por la empresa de eventos La Puta Suegra y se realizó en el yacimiento arqueológico de Ampurias, ubicado en Gerona. En 2018 Kimbal tenía 3 hijos.
El 10 de febrero de 2010 asistió a una conferencia TED de Jamie Oliver sobre el problema de obesidad infantil en Estados Unidos. Cuatro días más tarde tuvo un accidente esquiando en Jackson Hole, Wyoming, y se rompió el cuello. En el hospital, mientras se preguntaba si volvería a caminar durante los 3 días que estuvo paralizado y 2 meses encamado, reconsideró su vida y decidió enfocar su vida en la alimentación haciendo las cosas a gran escala. Se recuperó totalmente y solo perdió algo de sensibilidad de los dedos.
Kimbal es el fideicomisario de Elon en Tesla, Inc. y SpaceX para el caso de que Elon quedara incapacitado.
Acostumbra a ir a todas partes con sombrero vaquero.

## Premios y reconocimientos
- Global Social Entrepreneur award (2017, World Economic Forum)[35]